# The Doug Mitchell Thunderbird Sports Centre

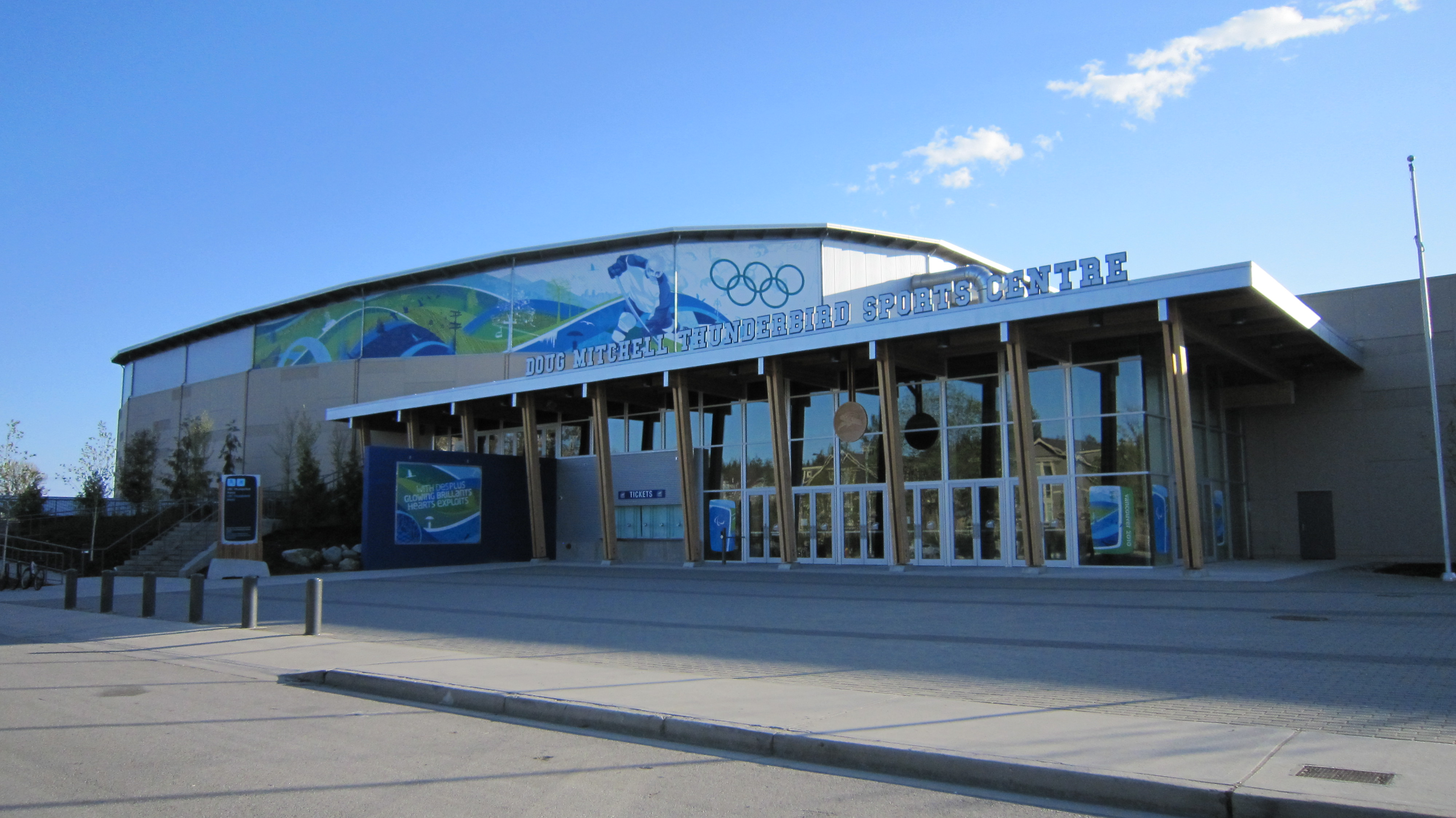
Imatge exterior del pavelló.

The Doug Mitchell Thunderbird Sports Centre, també anomenat UBC Winter Sports Centre o simplement Thunderbird Sport Center, és un pavelló multiesportiu als afores de la ciutat de Vancouver a l'estat canadence de Colúmbia Britànica.
Propietat de la Universitat de la Colúmbia Britànica (UBC), la pista de gel té una capacitat per a 5.033 espectadors asseguts, podent incrementar el seu aforament entre 1.800 i 6.80
 més. La pista Father Bauer té una capacitat per a 980 espectadors i la pista C per a 200.
La instal·lació va ser construïda al voltant d'una vella instal·lació d'hoquei sobre gel anomenada Father Bauer Arena, que havia estat inaugurada l'octubre de 1963. La construcció del pavelló nou va començar l'abril del 2006, i va ser inaugurat el 7 de juliol de 2008. El 21 d'agost de 2009 fou reanomenat The Doug Mitchell Thunderbird Sports Centre en honmor a Doug Mitchell, alumne i advocat de la UBC així com a jugador professional de bàsquet.
Durant els Jocs Olímpics d'Hivern de 2010 fou la seu d'una bona part del programa oficial d'hoquei sobre gel.